# Тайна печати дракона
«Та́йна печа́ти драко́на» — российско-китайский полнометражный художественный фильм 2019 года режиссёра Олега Степченко, который является сиквелом картины «Вий» (2014); актёрский состав первого фильма серии был усилен известными российскими, китайскими и американскими актёрами.
Основной целью кинокартины является демонстрация культуры и истории двух государств — России и Китая.
Седьмой российский фильм, снятый в формате IMAX.

## Сюжет
Английский путешественник и картограф Джонатан Грин (Джейсон Флеминг) получает от русского императора Петра Первого заказ на изготовление карт Дальнего Востока России. Отправляясь в это путешествие, он ютит у себя китаянку Чен Лань (поначалу он считает её мальчиком).
Отправившись в опасное путешествие для выполнения этого задания, он попадает в Китай времен Цинской династии, где непоколебимому скептицизму ученого предстоит столкнуться с героями древней китайской мифологии.
В основу сюжета заложены три легенды (тайна человека в Железной маске, возникновение Великого чайного пути, древнее сказание о мёртвом казаке и характерниках) и один исторический факт про Великое посольство Петра Первого в Европу и связанные с этим слухи о подмене Петра.

## В ролях
| Актёр                | Роль                                                          |
| -------------------- | ------------------------------------------------------------- |
| Джейсон Флеминг      | картограф Джонатан Грин (озвучил Василий Дахненко)            |
| Рутгер Хауэр         | английский посол Чарльз Уитворт (озвучил Никита Прозоровский) |
| Павел Воля           | светлейший князь Александр Данилович Меншиков                 |
| Юрий Колокольников   | Пётр I / Железная Маска                                       |
| Андрей Мерзликин     | начальник охраны Меншикова                                    |
| Синтхун Яо           | Чен Лань                                                      |
| Вилен Бабичев        | главарь разбойников                                           |
| Братья Луу           | братья Чжун (озвучил Даниил Эльдаров)                         |
| Мартин Клебба        | капитан (озвучил Иван Калинин)                                |
| Александр Робак      | боцман                                                        |
| Джеки Чан            | Мастер (озвучил Андрей Градов)                                |
| Арнольд Шварценеггер | Джеймс Хук, комендант тюрьмы Тауэр (озвучил Владимир Антоник) |
| Кристофер Фэйрбэнк   | Грей (озвучил Валерий Сторожик)                               |
| Чарльз Дэнс          | лорд Дадли (озвучил Никита Прозоровский)                      |
| Анна Чурина          | Эмма Дадли                                                    |
| Алексей Петрухин     | Хома Брут                                                     |
| Игорь Жижикин        | казак Дорош                                                   |
| Алексей Огурцов      | казак Спирид                                                  |
| Никита Тарасов       | слуга при дворе Петра Первого                                 |
| Владимир Долинский   | иностранный посол                                             |
| Ма Ли                | ведьма (озвучила Елена Ивасишина)                             |
| Ли Мэнмэн            | Ли Хун (озвучила Екатерина Виноградова)                       |

## Название
Изначально фильм назывался «Вий 2. Путешествие в Китай».
В первом официальном тизере фильм назывался «Путешествие в Китай. Тайна железной маски», а на официальных страницах фильма в социальных сетях «Тайна железной маски. Путешествие в Китай».
Окончательное название фильма — «Тайна печати дракона. Путешествие в Китай» — было предложено Арнольдом Шварценеггером и Джеки Чаном.

## Съёмки
Бюджет картины составил 2,8 млрд рублей (около 50 миллионов долларов), в связи с чем она является самым дорогим фильмом в истории российского кинематографа.
Съёмки фильма проводились в Китае, России, Англии, Чехии и Тунисе.

## Прокат
30 мая 2016 года на сайте «КиноПоиск» состоялась премьера первого официального русскоязычного тизера «Тайна Железной маски: путешествие в Китай».
Фильм вошёл в десятку самых ожидаемых российских премьер.
Выход картины в российский прокат должен был состояться 16 августа 2018 года, в итоге премьера состоялась 12 сентября 2019 года, в связи с прохождением цензурного контроля в Китае.
В Китае, после завершения регулирования вопросов, премьера была назначена на 16 августа 2019 года.
В РФ и странах СНГ фильм собрал всего 363 224 947 руб (5 637 513 долларов США), прокат фильма в Китае провалился и показ был прекращён.